# スタッド・デ・シャルミー
スタッド・デ・シャルミー (Stade des Charmilles)は、スイス, ジュネーヴにあった多目的スタジアム。

## 概要
このスタジアムは主にサッカーの試合が行われていた。収容人数は9,250人。
ワールドカップ スイス大会ではホストスタジアムの1つとして使用され5試合が行われた。
ローヌ川を挟んで南側に出来たスタッド・ドゥ・ジュネーヴがオープンする前の2002年に閉鎖されている。